# Станфорд (Кентаки)
Станфорд (енгл. Stanford) град је у америчкој савезној држави Кентаки.

## Демографија
По попису из 2010. године број становника је 3.487, што је 57 (1,7%) становника више него 2000. године.
| Група             | 2000.         | 2010.         |
| Белци             | 3.061 (89,2%) | 3.097 (88,8%) |
| Афроамериканци    | 278 (8,1%)    | 255 (7,3%)    |
| Азијати           | 3 (0,1%)      | 17 (0,5%)     |
| Хиспаноамериканци | 47 (1,4%)     | 63 (1,8%)     |
| Укупно            | 3.430         | 3.487         |